# Радиомачта в Гливице

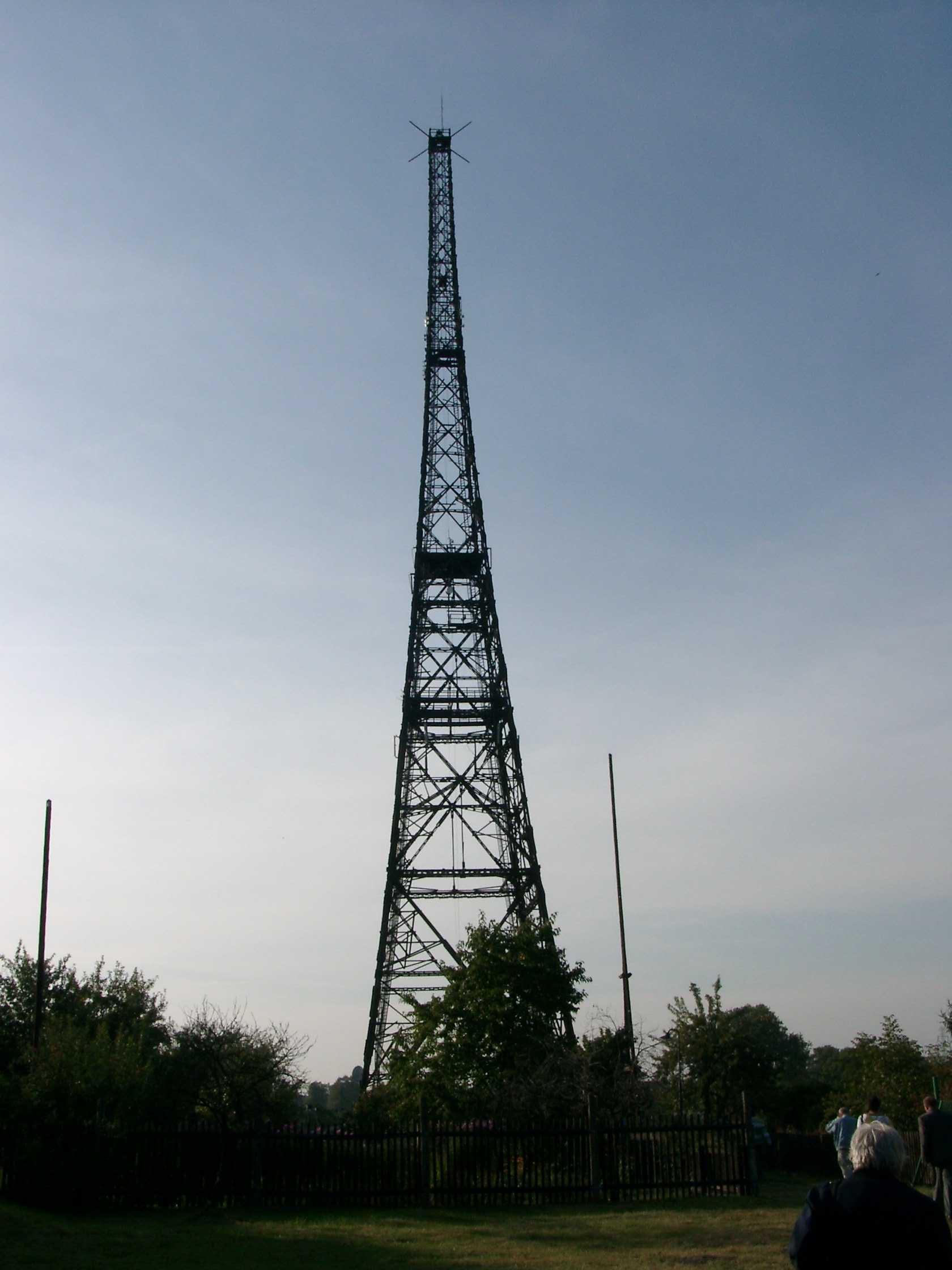

Радиома́чта в Гливице — историческая деревянная вышка радиостанции в городе Гливице (Польша).
Представляет собой деревянное сооружение из лиственницы  118-метровой высоты с 8 метровым шпилем. На ней расположены четыре платформы на высотах 40,4 м, 55,3 м, 80 м и 109,7 м. Верхняя платформа имеет размер 2,13×2,13 м. Для доступа к вершине служит лестница с 365 ступеньками.
Радиомачта в Гливице — одно из самых высоких деревянных сооружений в мире. Была построена в 1935 году. На ней размещались антенны средневолнового диапазона, на данный момент на ней расположились антенны сотовых операторов и маломощного передатчика FM диапазона.

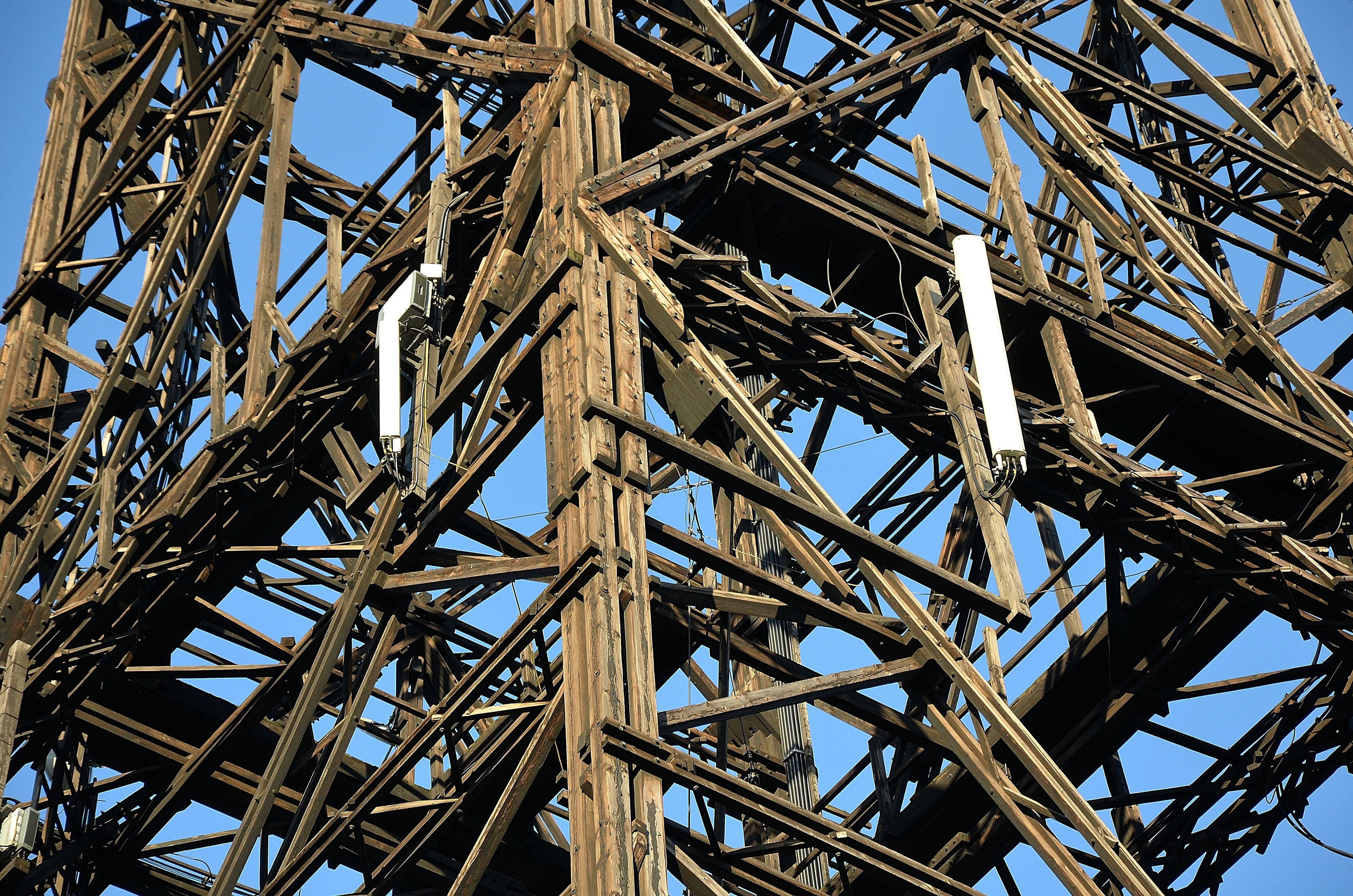
Деревянные элементы вблизи

Наиболее известна в связи с событиями 31 августа 1939 года, послуживших формальным поводом для начала Второй мировой войны.
С 1955 года на ней размещалась аппаратура для глушения «Радио Свободная Европа».